# Paraechinus
Paraechinus là một chi động vật có vú trong họ Erinaceidae, bộ Erinaceomorpha. Chi này được Trouessart miêu tả năm 1879. Loài điển hình của chi này là Erinaceus micropus Blyth, 1846.

## Hình ảnh

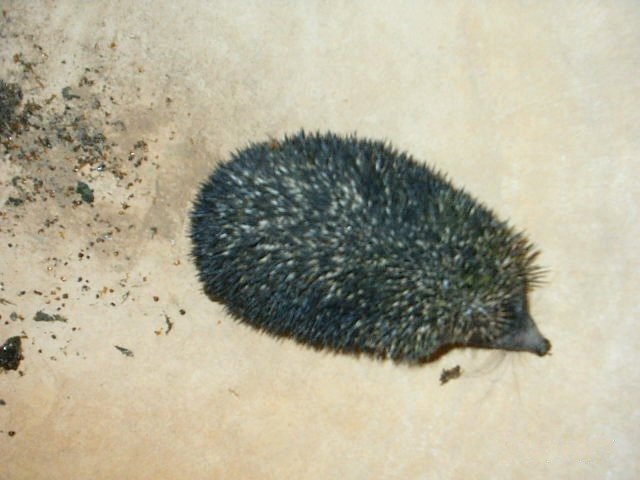

## Các loài
Chi này gồm các loài:
- Paraechinus aethiopicus
- Paraechinus hypomelas
- Paraechinus micropus
- Paraechinus nudiventris